# استونین ایر

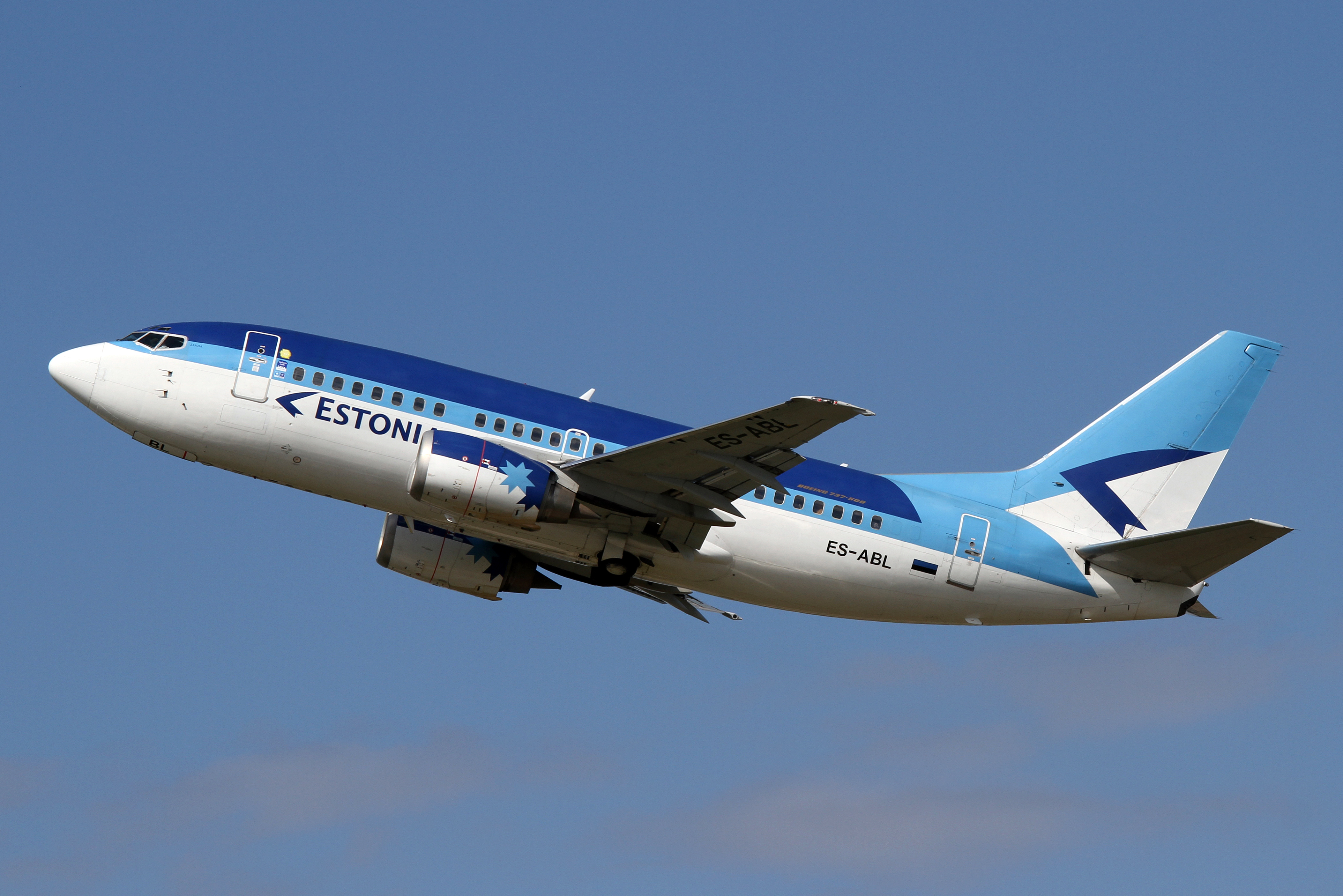
هواپیمای بوئینگ ۷۳۷ متعلق به استونین ایر

استونین ایر (به انگلیسی: Estonian Air) شرکت هواپیمایی حامل پرچم استونی بود، که در سال ۱۹۹۱ در پی تفکیک از خطوط هواپیمایی آئروفلوت، توسط دولت استونی تأسیس شد و در سال ۲۰۱۵ منحل شد.
دفتر مرکزی شرکت استونین ایر در شهر تالین، استونی قرار داشت و فرودگاه تالین، قطب این شرکت هواپیمایی به‌شمار می‌آمد.